# Bastos (cigarette)
Pour les articles homonymes, voir Bastos.
Bastos est une marque de cigarette appartenant au groupe  britannique Imperial Brands depuis son rachat à Altadis en 2008.

## Historique
Débarqué de Malaga à Oran dans les années 1830, le créateur de la marque, Juan Bastos (1817-1887), perçoit très vite l'opportunité de créer une entreprise de tabac. Celle-ci voit le jour en 1838 à Oran,. La marque devient la propriété d'Henri Borgeaud.

### Culture populaire, argot
Cigarette brune au goût corsé très fort, la Bastos fut popularisée à Paris dans le milieu des voyous et des truands (corses ou continentaux). Dans l'argot des années 1940 et 1950, une « bastos » désignait au sens figuré une balle tirée par une arme de poing, peut être en raison de l'empaquetage serré des cigarettes dans l'étui, évoquant l'empilement des cartouches dans le chargeur d'une arme à feu.
Au siècle passé, les fabriques de Tanger préparaient de la contrefaçon de la maison Bastos d'Oran et vendu à Fez.